# Ammannia luederitzii
Ammannia luederitzii är en fackelblomsväxtart som först beskrevs av Emil Bernhard Koehne, och fick sitt nu gällande namn av S.A.Graham och Gandhi. Ammannia luederitzii ingår i släktet Ammannia och familjen fackelblomsväxter. Utöver nominatformen finns också underarten A. l. hereroeensis.